# Narok (Dąbrowa)
Narok (deutsch Norok, 1936–1945 Wolfsgrund O.S.) ist eine Ortschaft in Oberschlesien. Das Dorf liegt in der Gemeinde Dambrau (Dąbrowa) im Powiat Opolski (Kreis Oppeln) in der Woiwodschaft Oppeln in Polen.

## Geographie

### Geographische Lage
Narok liegt im Westen der historischen Region Oberschlesien. Das Angerdorf liegt etwa zehn Kilometer nordöstlich vom Gemeindesitz Dambrau und fünfzehn Kilometer nordwestlich von der Kreisstadt und Woiwodschaftshauptstadt Opole (Oppeln). Narok liegt in der Nizina Śląska (Schlesische Tiefebene) innerhalb der Równina Niemodlińska (Falkenberger Ebene).
Durch den Ort verläuft die Woiwodschaftsstraßen Droga wojewódzka 459. Nördlich des Dorfes liegt die Oder. Nordwestlich von Narok liegt die Mündung des Baches Prószkowski Potok in die Oder.

### Nachbarorte
Nachbarorte von Narok sind im Westen Niewodniki (Niewodnik) und im Südwesten Skarbiszów (Karbischau). Auf der anderen Seite der Oder liegt der zum Dorf Chrosczütz gehörende Weiler Katy (Konty).

## Geschichte

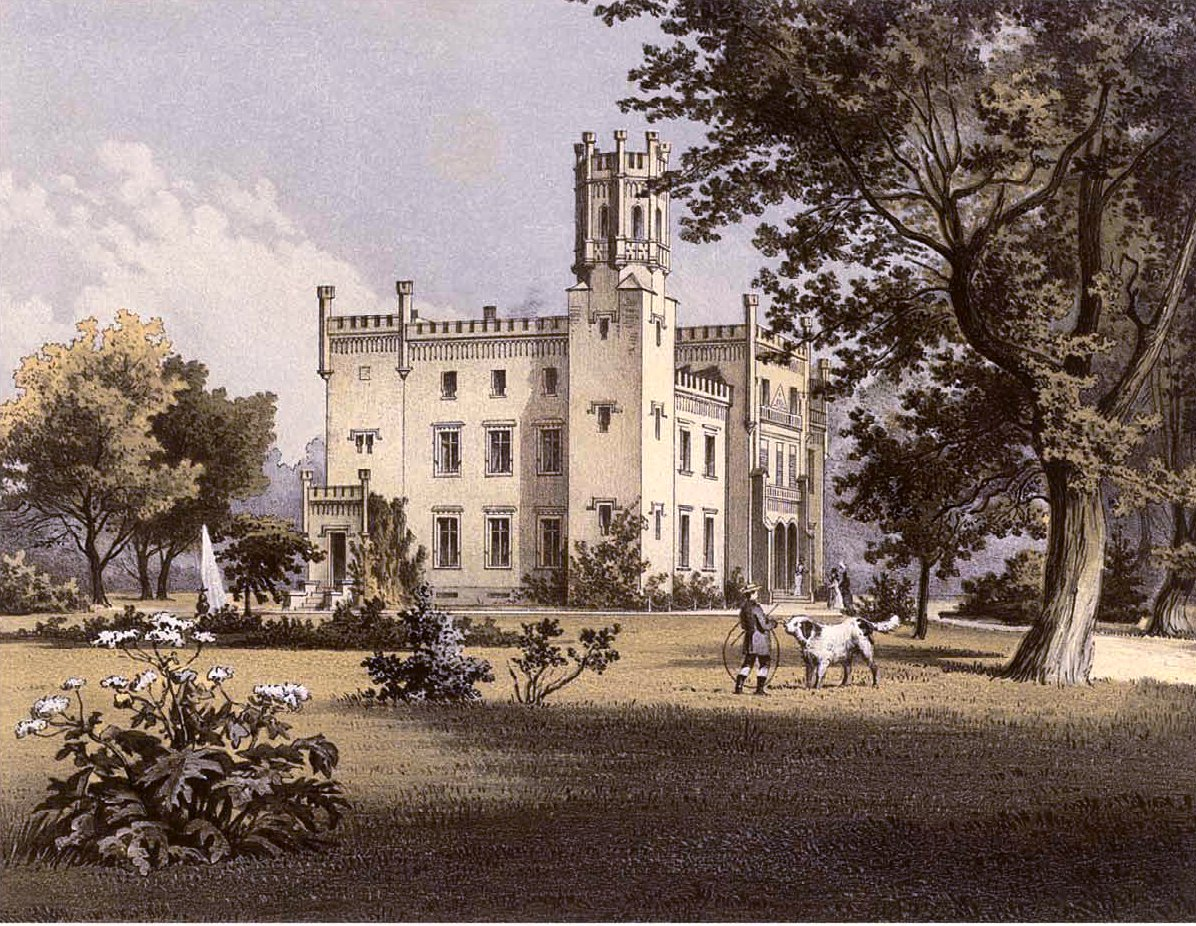
Schloss Norok um 1878

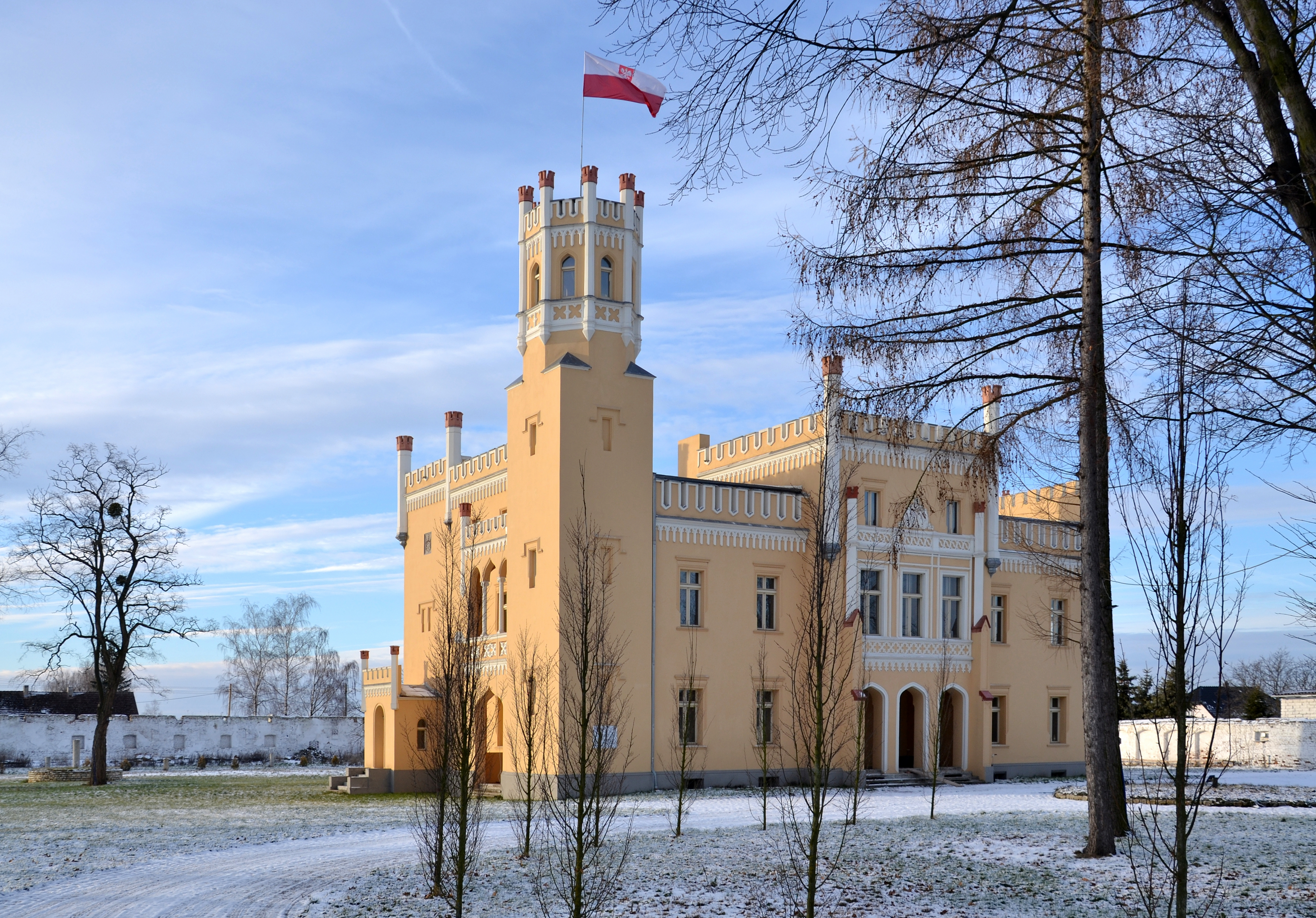
Schloss Narok (2019)

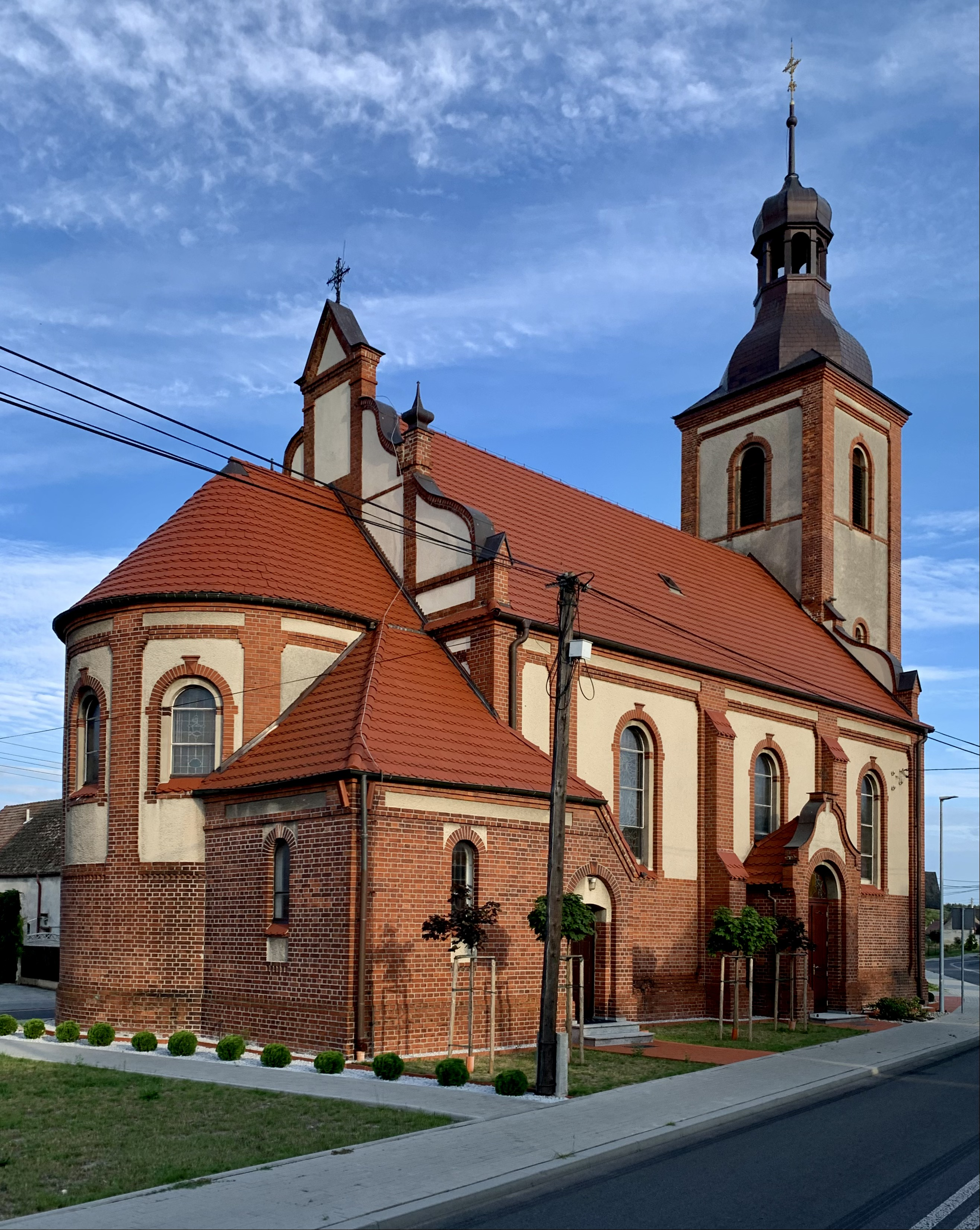
Kirche St. Florian

Narok wurde 1234 erstmals urkundlich erwähnt. Nach dem Ersten Schlesischen Krieg 1742 fiel Norok mit dem größten Teil Schlesiens an Preußen.
1804 wurde im Ort eine Schrotholzkirche erbaut. Nach der Neuorganisation der Provinz Schlesien gehörte die Landgemeinde Norok ab 1818 zum Landkreis Falkenberg O.S. im Regierungsbezirk Oppeln. Bis zu diesem Zeitpunkt besaß ein Baron von Saurma auf Sadewitz das Noroker Gut. 1845 bestanden im Dorf ein Schloss, eine katholische Kirche, eine katholische Schule, ein Vorwerk und 102 Häuser. Im gleichen Jahr lebten in Norok 733 Menschen, davon 60 evangelisch und elf jüdisch. 1855 lebten 667 Menschen im Ort. 1858 wurde das Dorf samt Schloss an Friederich von Wichelhaus (1831–1919), Teilnehmer an der Kaiserproklamation 1871 in Versailles als Premieurleutnant, preußischer Adel zu Breslau 1875, verheiratet mit Elise von Eynern (1835–1917), verkauft. Dieser ließ das Herrenhaus im byzantinischen Stil umbauen. Die Parkanlage wurde mit exotischen Bäumen bepflanzt. Ihnen folgte als Gutserbe der gleichnamige Friederich jun. von Wichelhaus (1862–1939), liiert mit Margarete von Flotow (1867–1934) aus Balow in Westmecklenburg. Bis 1945 wurde Norok vom Nachfahre Peter von Wichelhaus (1904–1946) und dessen erster Ehefrau Eva-Essa von Dewitz (1907–1989), Scheidung 1932, bewohnt. In zweiter Ehe war er seit 1943 mit Ilse Freiin von Münchhausen, Tochter des Rembert von Münchhausen, verheiratet.  Gut Norok hatte 1940 einen Umfang von 775 ha. Die Familie von Wichelhaus besaß und bewirtschaftete in Oberschlesien neben Norok und dem Vorwerk Ferdinandshof auch die Gutsbetriebe Schönwitz, Niewodnik, Karbischau, Schosnitz, Birkental, Rittergut Birkholz und die Herrschaft Halbendorf mit dem Rittergut Preisdorf.
1865 zählte das Dorf einen Schulzen, 19 Bauern, 33 Gärtner und 25 Häusler. Die zweiklassige katholische Schule in Norok wurde im selben Jahr von 205 Schülern besucht. 1874 wurde der Amtsbezirk Norok gegründet, welcher aus den Landgemeinden Karbischau, Niewodnik und Norok und den Gutsbezirken Karbischau, Niewodnik und Norok bestand. 1885 zählte Norok 642 Einwohner. 1933 lebten 1012 Menschen in Norok. Am 10. Juni 1936 wurde der Ortsname in Wolfsgrund O.S. geändert. 1939 lebten dort 1100 Einwohner. Bis Kriegsende 1945 gehörte der Ort zum Landkreis Falkenberg O.S.
Am 22. Januar rückte die Rote Armee bis an das gegenüberliegende Oderufer vor. Bei Artilleriebeschuss wurden einige Gebäude im Dorf zerstört. Kurze Zeit später rückte die Rote Armee im Dorf ein. Danach kam der bisher deutsche Ort unter polnische Verwaltung und wurde in Norok umbenannt und der Gmina Dąbrowa angeschlossen. 1950 kam der Ort zur Woiwodschaft Oppeln. 1999 kam der Ort zum wiedergegründeten Powiat Opolski.

### Einwohnerentwicklung
| Jahr | Einwohner | Anmerkungen |
| ---- | --------- | ----------- |
| 1845 | 733       | [ 4 ]       |
| 1855 | 667       | [ 2 ]       |
| 1885 | 642       | [ 11 ]      |
| 1933 | 1012      | [ 12 ]      |
| 1939 | 1100      | [ 12 ]      |
| 2011 | 765       | [ 14 ]      |
| 2018 | 783       | [ 1 ]       |

## Sehenswürdigkeiten
- Das Schloss Norok wurde 1858 von Friederich (von) Wichelhaus[15][16][17][18], seiner Gattin Elise geb. von Eynern, einem Bankier aus Elberfeld, erworben. Diese ließen das Schloss im  byzantinischen Stil umbauen und den zwei Hektar großen Park umgestalten und mit exotischen Bäumen und Sträuchern bepflanzen. Nach 1945 wurden im Schloss Wohnungen eingerichtet. Durch fehlende Sanierungen verfiel das Gebäude. Mitte der 1990er Jahre verließen die letzten Bewohner das Schloss. 2007 wurde das Schloss von einem polnischen Investor erworben und daraufhin für 600.000 Złoty bis 2016 saniert.[2]
- Die römisch-katholische Kirche St. Florian wurde 1904 unter dem Patronat der Familie von Wichelhaus erbaut. Bereits 1804 wurde an gleicher Stelle eine Schrotholzkirche erbaut, welche am 11. November des gleichen Jahres geweiht wurde.[4] 2015 erhielt der Kirchturm einen neuen Turmhelm.[19]

## Verein
- Fußballverein LZS Narok
- Freiwillige Feuerwehr OSP Narok
- Deutscher Freundschaftskreis[20]